# アニアーラ事件
アニアーラ事件（アニアーラじけん、典: Anjalaförbundet、芬: Anjalan liitto）とは、18世紀のフィンランド（スウェーデン＝フィンランド）で起きた、フィンランド士官による分離独立を目指した事件である。名称はフィンランド南東部の村落名から取られている。
当時のフィンランドは、スウェーデン王国の従属国であった。フィンランドの地位は低く、ロシア帝国との最前線において夥しい犠牲を強いられてきた。そこへ宗主国スウェーデンの国王グスタフ3世がロシア帝国への戦端を開く決定を行った。1788年の事である（ロシア・スウェーデン戦争）。戦場となるフィンランドではグスタフ3世に対する非難が巻き起こった。この中でフィンランド士官112名が、ロシア女帝エカチェリーナ2世への和平嘆願書を作成した。戦闘の士気はフィンランドでは低く、スウェーデン軍はロシア陸軍に苦戦を強いられた。しかし密議は結局露見し、失敗に終わった。112人の士官のうち、17人に死刑の判決が下りたが、グスタフ3世は、首謀者1名を除き全て赦免している。